# Église Notre-Dame-de-l'Espérance de Porto
Pour les articles homonymes, voir Église Notre-Dame-d'Espérance.
L'église Notre-Dame-de-l'Espérance (portugais : Igreja de Nossa Senhora da Esperança) est située dans la ville de Porto, à côté du Jardim de S. Lázaro. Cette église est vraisemblablement conçue par l'architecte italien Niccolo Nasoni et a été construite au XVIIIe siècle.
Elle est située Avenida Rodrigues de Freitas, nº 349, appartenant à la paroisse de Sé.
L'église fait partie du Colégio de Nossa Senhora da Esperança, propriété de la Santa Casa da Misericórdia do Porto et qui a été créée en tant que Recueil des filles orphelines de Nossa Senhora da Esperança, créée en 1724 avec un héritage laissé par le révérend Manuel de Passos Castro.
L'église contient dans son chœur supérieur un orgue à tuyaux de style anglais, construit par le maître facteur d'orgues britannique Peter Conacher en 1891, et qui a été restauré en 1990.

## Chronologie
- 1724 - Début de la construction de l'Accueil des Orphelines
- 1731 - Inauguration de l'Accueil des Orphelines, avec l'entrée des 20 premières filles
- 1746 - Début de la construction de l'église
- 1763 - Inauguration de l'église ; elle a été construite sur le site où se trouvait autrefois un temple qui servait aux patients de l'hôpital de São Lázaro[1].